# Ullsättjärnen
Ullsättjärnen är en sjö i Hudiksvalls kommun i Hälsingland och ingår i Harmångersån-Delångersåns kustområde. Sjöns area är 0,031 kvadratkilometer och den befinner sig 27 meter över havet.